# Botanochara vianai
Botanochara vianai là một loài bọ cánh cứng trong họ Chrysomelidae. Loài này được Borowiec miêu tả khoa học lần đầu tiên vào năm 1989.